# RWD-11
RWD-11 byl polský dopravní letoun, který od roku 1933 vyvíjel tým RWD (Rogalski, Wigura, Drzewiecki) resp. jeho konstruktéři Stanisław Rogalski a Jerzy Drzewiecki. Dopravní letoun schopný přepravit 6 cestujících dostal označení RWD 11 a roku 1935 byl vyroben dílnami DWL (Doświadczalne Warsztaty Lotnicze) z Okęcie. Lehký dopravní letoun byl použitelný i pro dopravu pošty a pro výcvik armádních osádek dvoumotorových letadel.

## Vznik a vývoj

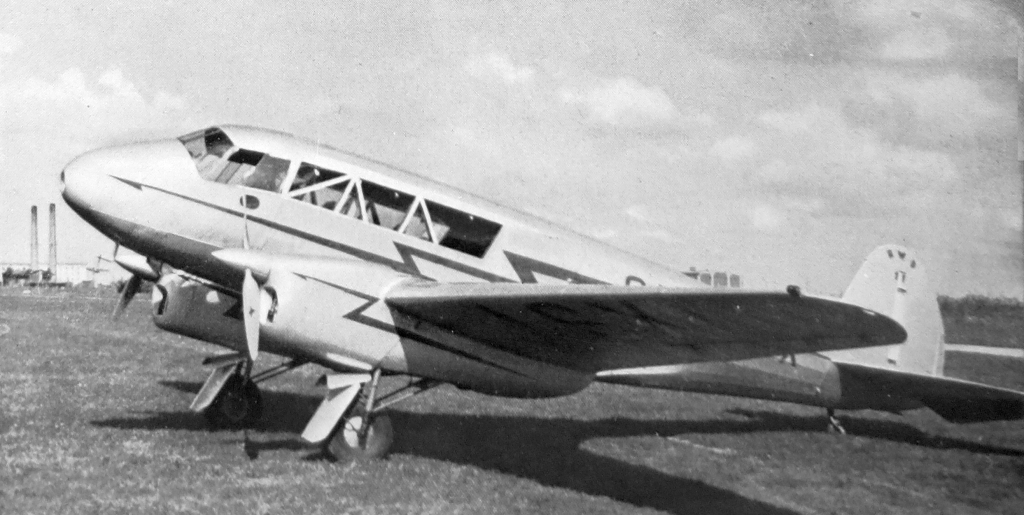
RWD-11 (původní verze)

Prototyp byl původně vedením polského ministerstva dopravy uvažován k výcviku pilotů na dvoumotorových letadlech. Konstrukce prototypu začala podle podmínek stanovených ministerstvem pro letoun PZL-27, ale vedení ministerstva od smlouvy na projekt od továrny DWL později odstoupilo. Přesto se vedení DWL rozhodlo v pracích pokračovat a letoun byl dokončen na konci roku 1935. Tento letoun byl přímým konkurentem stroje PZL-27, který překonal výkonem a letovými vlastnostmi. Byly postaveny dva draky, z nichž jeden byl určen pro statické testování. V únoru 1936 byl letoun zalétán továrním pilotem DWL Aleksandrem Okujekem. Jeho další osud však byl ovlivněn konfliktem mezi velením letectva usilujícím o znárodnění polských leteckých továren vyrábějících letadla pro armádu a vedením DWL. V důsledku toho armáda nejen nevyužila nabídku na nákup letadel, ale také kategoricky vyzvala polské aerolinie LOT, aby odstoupily od případného nákupu.
V období od září do prosince 1936 absolvoval zkoušky na Leteckém ústavu ITL a v roce 1937 osvědčení a (imatrikulaci SP-ASX).
Továrna DWL na projektu dále pracovala a celkem vznikly 4 verze tohoto modelu. Především se jednalo o změny v konstrukci zlepšující letové vlastnosti letadla. V roce 1937 byl nos trupu prodloužen a současně bylo odstraněno zasklení střechy kabiny posádky. Konečná podoba měla i dvojité ocasní plochy, čímž byla vylepšena stabilita a směrová kontrola.
Všechny tyto verze byly vybaveny motory Walter, které si v Polsku zvláště u společnosti DWL získaly značnou oblibu. Licenčně byly v Polsku vyráběny motory Junior 4 a Major 4 v továrnách Państwowe Zakłady Inżynierii v Ursusu a také ve WSK Rzeszów. Z letadel vyráběných továrnou DWL byly osazeny motorem Junior 4 turistický dvoumístný letoun RWD-5, cvičný letoun RWD-8 a sportovní letoun RWD-9. Motor Walter Bora byl instalován na sportovním letounu RWD-10, Major 4 poháněl sportovní a turistický letoun RWD-13 a konečně RWD-11 byl vybaven 2 motory Major 6.

## Popis letounu

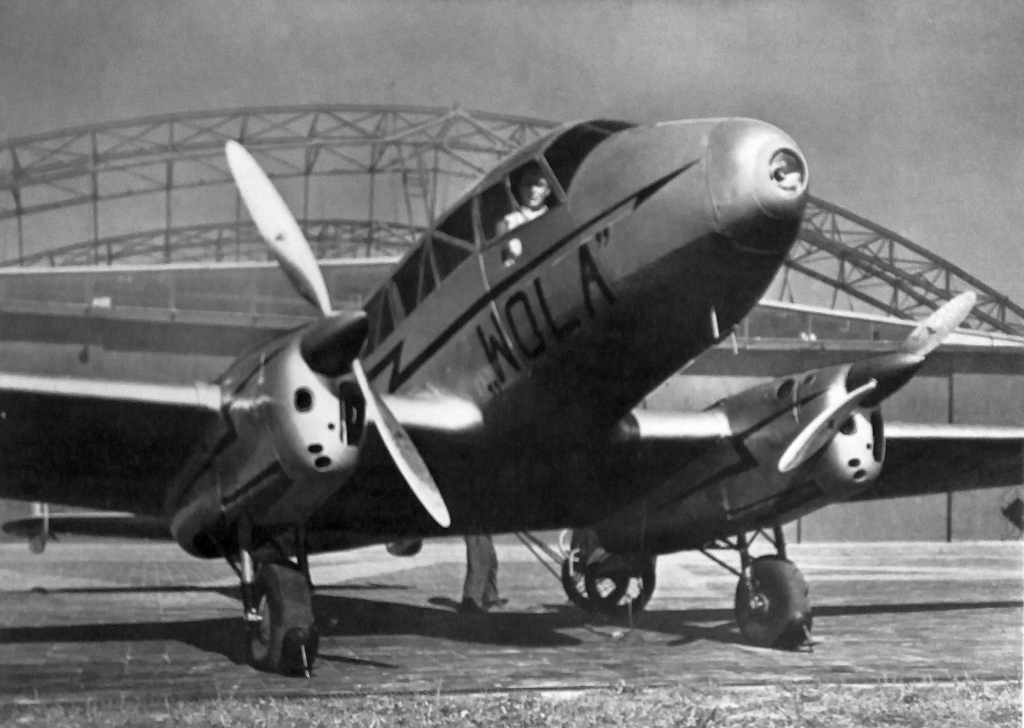
Letoun RWD-11 s dvěma motory Walter Major 6 (konečná verze z roku 1938)

Samonosný dolnoplošník měl smíšenou konstrukci s jednodílným dřevěným křídlem, které bylo pokryto překližkou k přednímu nosníku a spodní strana byla potažena plátnem. Čtyři sekce automatických slotů Handley-Page byly namontovány na náběžné hraně křídla (vně motorových gondol).
Trup RWD-11 měl svařovanou konstrukci z chrom-molybdenových trubek, která byla pokryta překližkou a plátnem. Dvě hlavní zatahovací podvozkové nohy umístěné v gondolách motorů byly zasouvatelné směrem dozadu a vybaveny byly olejo-pneumatickými tlumiči s pneumaticky brzděnými koly Dunlop. Nezatahovací zadní ostruhové kolečko bylo typu Dowty. Později bylo doplněno vybavení pro montáž zatahovacího podvozku zadního kola hydraulickým mechanizmem.
Pilotní kabina byla umístěna v přední části trupu před křídlem a před motory, proto se kokpit vyznačoval velmi dobrým výhledem pro oba piloty, kteří seděli vedle sebe před pohodlným prostorem pro cestující. Stroj byl vybaven dvojím řízením a společnou přístrojovou deskou. Kabina pro pasažéry byla vybavena ve třech párech nastavitelnými sedadly a dále elektrickým osvětlením, řízeným větráním a regulovatelným ohřevem vzduchu z tepelných výměníků od výfukových plynů motoru. Stěny a strop kabiny, izolované proti vnějšímu hluku, včetně postranních otevíratelných oken byly z nehořlavého materiálu. Kabina měla nákladový prostor za sedadly a mohla být přeměněna na nákladní (až 600 kg nákladu), sanitní nebo poštovní verzi.
V křídle vedle motorů byly umístěny dvě palivové nádrže o objemu 140 l s olejovými nádržemi o objemu 20 l, které byly uloženy přímo v motorových gondolách. Letoun původně poháněly dva invertní řadové šestiválcové letecké motory Walter Major 6-I o nominálním výkonu 190 k (139,7 kW) při 2100 ot/min a vzletovém výkonu 205 k (150,8 kW) při 2350 ot/min. Byly uloženy v gondolách na motorovém loži z ocelových trubek pružně prostřednictvím gumových tlumičů. Na konečné verzi z roku 1938 byly použity motory Walter Major 6-II o nominálním výkonu 200 k (147 kW) a vzletovém výkonu 220 k (162 kW).

## Operační nasazení
V listopadu 1937 letadlo znovu podstoupilo testy ITL a bylo schváleno k použití. RWD-11 byl nabídnut polským aeroliniím LOT pro přepravu cestujících a pošty na místních trasách. Porovnání s PZL-27 se ukázalo, že vlastnosti RWD-11 jsou lepší. Vojenská varianta byla vyvinuta pro výcvik posádek před přechodem na dvoumotorové bombardéry PZL.37 Łoś nebo na těžké stíhačky PZL.38 Wilk. Sanitní verze byla také nabídnuta s kapacitou pro 4 pacienty na nosítkách. Poštovní, vojenská i sanitní verze však nepřekročily fázi návrhu. Rumunské vojenské letectvo mělo zájem o nákup letadel RWD-11, ale transakce neproběhla.
Prototyp RWD-11 byl používán pouze pro zkušební a výzkumné lety. RWD-11 nakonec zůstal firmě, posloužil i jako rekvizita ve filmu. Letadlo si "zahrálo" ve filmu „Dívka hledá lásku“ (Dziewczyna szuka miłości) z roku 1938 režiséra Romualda Gantkowského, podle scénáře Wacława Sieroszewského, Ferdynanda Goetla, Antoniho Cwojdzińského a Tadeusze Królikiewicze. V roce 1938 došlo během jednoho z letů k poškození podvozku při přistání a letadlo se nestihlo před 1. zářím 1939 opravit. Kvůli nefunkčnosti podvozku byl letoun ponechán v továrně. Po vypuknutí druhé světové války byl letoun ukořistěn Německem, které ho používalo během války jako spojovací letoun.

## Uživatelé
- Polsko
  - Polské letectvo
- Německá říše
  - Luftwaffe

## Specifikace

Skica letounu RWD-11 (konečná verze)

Údaje pro konečnou verzi podle

### Technické údaje
- Typ: dopravní letoun
- Osádka: 2
- Kapacita: 6
- Rozpětí: 16,20 m
- Délka: 10,65 m
- Výška: 3,30 m
- Nosná plocha: 25,00 m²
- Hmotnost prázdného letounu: 1 740 kg
- Celková hmotnost za letu: 2 650 kg
- Pohonná jednotka: šestiválcový řadový vzduchem chlazený invertní motor Walter Major 6
- Výkon pohonné jednotky: Walter Major 6-I (1935): nominální 190 k (139,7 kW) při 2100 ot/min, vzletový 205 k (150,8 kW) při 2350 ot/min, Walter Major 6-II (1938): nominální 200 k (147,1 kW), vzletový 220 k (161,8 kW)
- Vrtule: stavitelná dvoulistá kovová vrtule Ratier

### Výkony
- Maximální rychlost: 305 km/h
- Cestovní rychlost: 255 km/h
- Minimální rychlost: 95 km/h
- Dostup: 4 100 m
- Stoupavost: 3,8 m/s, 5 min. do 1000 m
- Dolet: 800 km

### Výzbroj (nerealizovaná vojenská verze)
- 1 pevný a 1 pohyblivý kulomet
- pumy 12,5 kg